# GV (idegméreg)
A GV, hivatalos IUPAC nevén: 2-(dimetilamino)etil-N,N-dimetilfoszforamidofluoridát szerves foszforsavészter, idegméreg. A GV az idegmérgek új sorozatának tagja, egyaránt hasonló a „G-sorozathoz” és a „V-sorozathoz”. Erős acetilkolin-észteráz inhibitor (gátló). Fizikai tulajdonságai más idegmérgekhez hasonlóak, gőze rendkívül mérgező. A GV mérgezés kezelése gyógyszerekkel lehetséges, mint például az atropin, a benactyzine, az obidoxime és a HI-6.

## Fordítás
- Ez a szócikk részben vagy egészben  a   GV (nerve agent) című angol Wikipédia-szócikk fordításán alapul.  Az eredeti cikk szerkesztőit annak laptörténete sorolja fel. Ez a jelzés csupán a megfogalmazás eredetét és a szerzői jogokat jelzi, nem szolgál a cikkben szereplő információk forrásmegjelöléseként.

## Külső hivatkozások
- Identification, Purification, and Partial Characterization of the GV-Degrading Enzyme from ATCC # 29660 Alteromonas Undina
- Some Toxic Chemicals as Potential Chemical Warfare Agents - The Threat for the Future?